# Serie Nokia X
La serie Nokia X es una gama  de teléfonos inteligentes económicos fabricados y vendidos por Microsoft Mobile, lanzados originalmente por Nokia en febrero de 2014.  Los teléfonos inteligentes se ejecutan en la plataforma Nokia X, un sistema operativo basado en Linux que es una bifurcación de Android. Nokia X también se conoce a menudo como Nokia Normandy. Se creía que era el primer dispositivo Android de Nokia en asociación con Microsoft, y se estaba preparando para vender su negocio de teléfonos a Microsoft, lo que finalmente sucedió dos meses después.
El dispositivo Nokia X es muy similar al teléfono Asha y también incluye algunas funciones Lumia. Tienen un botón "Atrás" como el Asha 50x y 230. Cuando se lanzó la serie X2 en junio de 2014, se agregó un botón de inicio. Estaban destinados principalmente a los mercados en desarrollo y nunca llegaron a Europa occidental o América del Norte.
En un comunicado, el CEO de Nokia, Stephen Elop,lo llamó la serie Nokia X, posiblemente para diferenciarla de la serie X no relacionada que se desarrolló entre 2009 y 2011.
En julio de 2014, solo cinco meses después, Microsoft Mobile anunció la descontinuación de la Serie X (junto con Asha y la Serie 40) a favor de la producción independiente y promocionó los productos de Windows Phone.

## Antecedentes
A pesar de optar por el sistema operativo Windows Phone para su gama de teléfonos inteligentes Lumia, Nokia ha experimentado previamente con la plataforma Android. 
En 2011 se filtraron imágenes del Nokia N9 con Android 2.3 Se cree que estos son reales ya que Steven Elop mencionó que Nokia estaba considerando Android en algún momento.

### eventos de 2013
El 13 de septiembre de 2013, Nick Winfield, colaborador del New York Times, reveló que Nokia había estado probando el sistema operativo Google Android en su hardware Lumia. Otro proyecto llamado "Asha en Linux" utiliza una bifurcación de Android sin los servicios de Google.
La serie Asha se ejecutaba anteriormente en las plataformas Series 40 y Asha basadas en Java. 
Estos teléfonos no son tan capaces como los teléfonos Android de gama baja al mismo precio donde Windows no ofrece Windows Phone.
Meltemi (sistema operativo), un sistema operativo basado en Linux destinado a reemplazar a la Serie 40, ha sido abandonado por la empresa.
El sitio web de tecnología chino CTechnology reveló que, a pesar del anuncio de Nokia de una fusión con Microsoft, el desarrollo del Proyecto Asha en Linux continuó hasta noviembre de 2013 y que Foxconn había fconstruido 10.000 prototipos que contenían el chipQualcomm Snapdragon 200 8225Q.
Un informe del 11 de diciembre de 2013 de Tom Warren de The Verge mostró un dispositivo similar a Asha con nombre en código "Normandie". "Si bien la adquisición está completa, el desarrollo de la unidad continúa",
A fines de enero de 2014, el acuerdo no se había completado debido a una investigación realizada por los reguladores chinos.
AllThingsD señala que Microsoft no puede interrumpir el desarrollo del dispositivo.
Un informe del 14 de diciembre de 2013 de CTechnology indicó que el desarrollo del dispositivo, así como una tableta Android Snapdragon 400 de 7 pulgadas (17,8 cm), ha finalizado. Se suponía que ambos proyectos serían creados por el departamento de CTO de Nokia, pero Microsoft no los compró, y el diseño de la interfaz de usuario estuvo a cargo del gerente de diseño de UX, Peter Skillman. Según el informe, el nuevo enfoque del departamento de CTO son los wearables.
@evleaks muestra otra filtración de una imagen de prensa con diferentes opciones de color para el teléfono.
Según Nokia PowerUser, el dispositivo es dual SIM, tiene una pantalla de 4 pulgadas (10,2 cm), número de modelo RM-980 y resolución de 640×360. En otro informe, sugirieron que el dispositivo podría ser un miembro de la familia Asha, ya que el equipo de desarrollo está dirigido por Egil Kvaleberg (de Smarterphone) y la interfaz de usuario está a cargo de Peter Skillman (responsable de la interfaz de usuario de Asha Swipe). (plataforma).
"Los informes de muertes en Normandía han sido muy exagerados", tuiteó @evleaks el 31 de diciembre de 2013.

### eventos 2014
Una filtración en el sitio de tecnología ITHome muestra una imagen borrosa del teléfono y el cajón de la aplicación de la interfaz de usuario, lo que confirma que se trata de un dispositivo de doble SIM. Pero no se encontró ningún logotipo de Nokia en el dispositivo.
@evleaks después publicó capturas de pantalla de la interfaz de usuario que mostraban la pantalla de bloqueo y Skype en acción.
El dispositivo apareció más tarde en el punto de referencia de AnTuTu como el Nokia A110 con KitKat 4.4.1, una cámara de 5 MP y una pantalla de 854 x 480.
En enero de 2014 se filtraron dos nuevas imágenes del prototipo técnico.
Uno de ellos muestra un lanzador de aplicaciones diferente al de la imagen anterior, mostrando un marcador de posición.
El 13 de enero de 2014, se filtró una imagen de prensa que mostraba la interfaz de la pantalla de inicio, junto con una captura de pantalla del centro de notificaciones de Asha Fast Bar al día siguiente. Según Eldar Murtazin, a Microsoft no le gustó la idea y dijo que había "demasiada política" en torno al proyecto. Afirmó que se lanzaría en febrero antes de que se complete la adquisición de Nokia, si es que se completa. Otra fuente dijo que Microsoft usaría el dispositivo como un caballo de Troya para impulsar la adopción de Windows Phone.
El teléfono (código de modelo RM-980) fue certificado por las autoridades de Indonesia el 21 de enero de 2014, lo que indica un lanzamiento inminente.
El 23 de enero de 2014, Nokia envió una invitación a una conferencia de prensa en el Mobile World Congress el 24 de febrero de 2014, donde se dará a conocer el dispositivo si no se cancela.
@evleaks más tarde tuiteó que el teléfono se llama Nokia X.
Días después @evleaks filtró las especificaciones. El dispositivo está alimentado por un procesador Snapdragon de doble núcleo, 512 MB de RAM, 4 GB de almacenamiento interno, una batería de 1500 mAh, Nokia Store y tiendas de aplicaciones de terceros, lo que confirma su posicionamiento en el mercado de gama baja.
El 30 de enero de 2014, el sitio web francés nowhereelse.fr publicó varias imágenes del dispositivo, mostrando sus dimensiones y vista trasera por primera vez.
GoAndroid, un alto ejecutivo anónimo de Nokia en India reveló que el dispositivo estaría bajo la serie Asha en India en marzo de 2014.
NokiaPowerUser descubrió más tarde que el teléfono ha sido certificado en Tailandia y Malasia.
Fuentes de The Wall Street Journal han confirmado que Nokia exhibirá el dispositivo en el MWC de Barcelona a finales de febrero de 2014.
Los informes de Artesyn Technologies y tech.qq afirman que el Nokia X es el primero de varios dispositivos Android de Nokia, incluidos los modelos de gama alta. Estos dispositivos adicionales, uno de los cuales se llama Nokia XX, se lanzarán en mayo o junio de 2014 y se dice que han completado las pruebas y la posible certificación de la FCC.
Las redes sociales de Nokia en Twitter y Facebook se cambiaron a verde, lo que WPCentral cree que es una referencia velada al sistema operativo Android.
@evleaks confirmó que el teléfono se llamará Nokia X. Los rumores sobre el envío del dispositivo a desarrolladores indios se publicaron en GSMArena.
A medida que se acerca la fecha de lanzamiento, se han publicado videos teaser con el hashtag #GreenDuck en las cuentas de YouTube y Vine de Nokia, así como imágenes teaser como mapas del tesoro con ubicaciones marcadas con una X en Weibo de Nokia. China Sina Weibo. También han aparecido otras imágenes de la interfaz, que muestran el producto terminado por primera vez.
El 18 de febrero de 2014, el sitio web húngaro de tecnología tech2.hu informó que el dispositivo se produjo en masa en la fábrica Komárom en Hungría.
En un evento previo al MWC el 23 de febrero de 2014, se le preguntó a Joe Belfiore, vicepresidente de la plataforma Windows Phone de Microsoft, cómo se sentiría la empresa si Nokia lanzara un teléfono con Android. 
 

## Inauguración

### Primera generación
El CEO de Nokia presentó el teléfono en el Mobile World Congress el 24 de febrero de 2014. 
Se han lanzado dos variantes, el Nokia X y el Nokia X+, el Nokia X+ tiene 768 MB de RAM en comparación con los 512 MB de almacenamiento informados, junto con una ranura para tarjeta microSD. incluido en la caja. Además del conjunto de aplicaciones móviles de Nokia filtrado anteriormente, el teléfono también viene con un diseño de interfaz de usuario inspirado en Lumia.

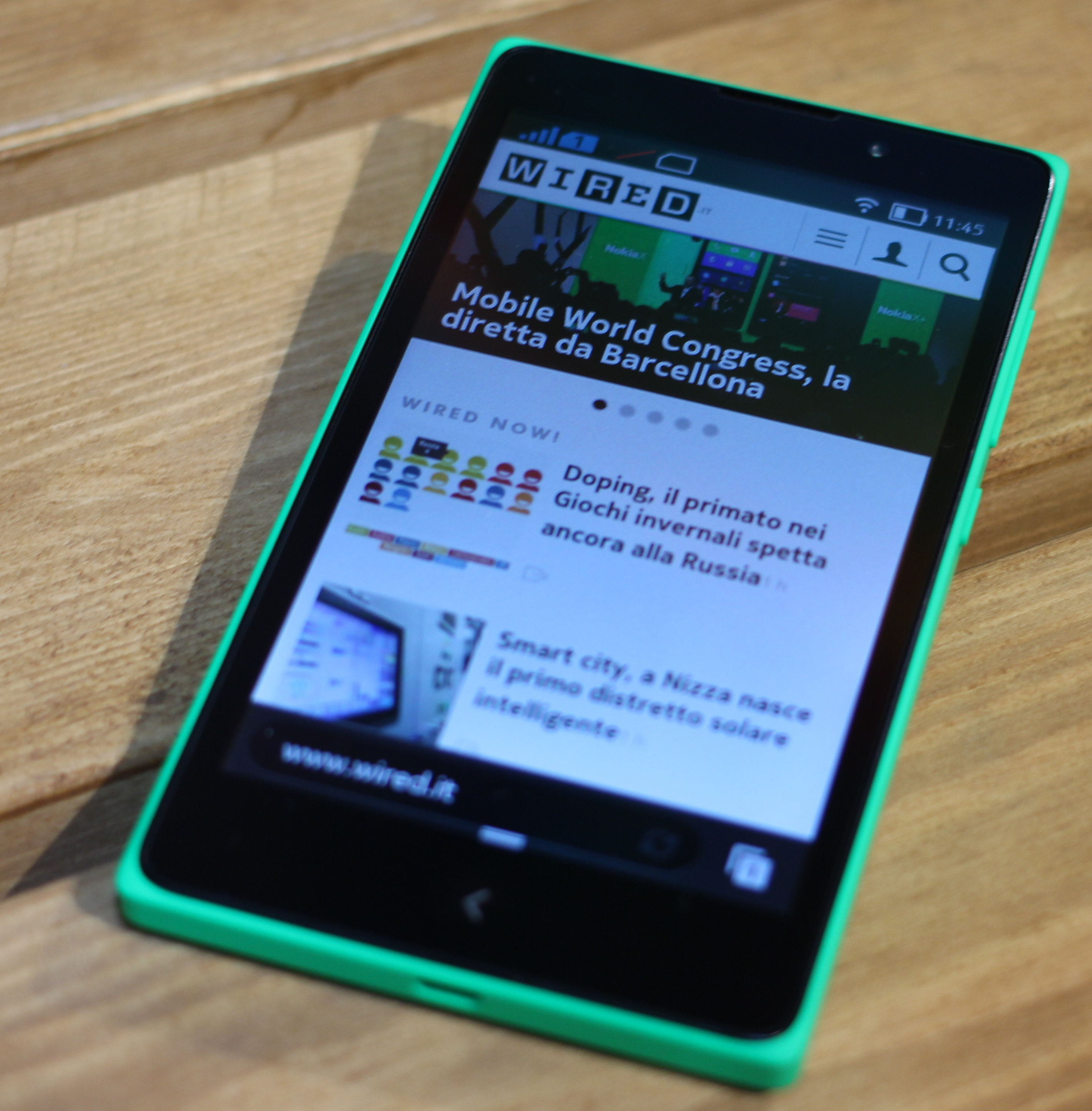
Nokia XL, lanzado a finales del segundo trimestre

Se lanza un tercer teléfono, el Nokia XL, con una pantalla más grande, cámara frontal, flash trasero y batería de mayor duración. El XL viene con 768 MB de RAM y un chipset Qualcomm Snapdragon S4 Play con un procesador Cortex-A5 de 1,0 GHz de doble núcleo.

### nokia x2
El 24 de junio de 2014, Microsoft anunció el Nokia X2, que cuenta con 1 GB de RAM y un chipset Qualcomm Snapdragon 200 con un procesador de doble núcleo Cortex-A7 de 1,2 GHz. El precio minorista oficial es de 99 € ($ 135; £ 80). También tiene opciones de SIM simple y SIM dual.

### Nokia XL 4G
El Nokia XL 4G se lanzó en China en julio de 2014. Tiene una CPU de cuatro núcleos a 1,2 GHz además de la CPU de dos núcleos a 1,0 GHz del Nokia XL original, admite bandas LTE y viene con 1 GB de RAM en el dispositivo original. 768 MB y pesa menos.

## Secuelas
En una entrevista con Forbes, el ex director ejecutivo de HMD Global,Arto Nummela, dijo que el análisis muestra que la serie Nokia X es sorprendentemente popular entre los usuarios de teléfonos inteligentes Samsung y Apple de gama alta, a pesar de ser una familia de gama baja. gama de equipos.
HMD Global lanzó un nuevo teléfono en mayo de 2018, el Nokia X6, pero no es oficialmente como nuevo miembro de la serie Nokia X o la familia X.

## Comparación de modelos
Información obtenida de developer.nokia.com y el sitio web de Microsoft Mobile China.
|                                                   | nokia x                                                             | nokia x+                                                                                | nokia xl                                                                                | nokia x2                                                                                | Nokia XL 4G |
| ------------------------------------------------- | ------------------------------------------------------------------- | --------------------------------------------------------------------------------------- | --------------------------------------------------------------------------------------- | --------------------------------------------------------------------------------------- | --- |
| Pantalla                                          | 4 plg (10,2 cm) LCD IPS, 800 × 480 píxeles                          | 4 plg (10,2 cm) LCD IPS, 800 × 480 píxeles                                              | 5 plg (12,7 cm) LCD IPS, 800 × 480 píxeles                                              | 4,3 plg (10,9 cm) LCD IPS, 800 × 480 píxeles                                            | 5 plg (12,7 cm) LCD IPS, 800 × 480 píxeles |
| RAM                                               | 512 MEGABYTE                                                        | 768 MEGABYTE                                                                            | 768 MEGABYTE                                                                            | 1 ES                                                                                    | 1 ES |
| Almacenamiento interno y tarjeta microSD incluida | 4 GB interno <br> hasta 32 Compatibilidad con tarjeta MicroSD de GB | 4 GB interno <br> hasta 32 Compatibilidad con tarjeta MicroSD GB, 4 Tarjeta GB incluida | 4 GB interno <br> hasta 32 Compatibilidad con tarjeta MicroSD GB, 4 Tarjeta GB incluida | 4 GB interno <br> hasta 32 Compatibilidad con tarjeta MicroSD GB, 4 Tarjeta GB incluida | 4 GB interno <br> hasta 32 Compatibilidad con tarjeta MicroSD GB, 4 Tarjeta GB incluida                                                                                  |
| Cámara trasera                                    | 3.15 MP foco fijo                                                   | 3.15 MP foco fijo                                                                       | 5 MP, enfoque automático y flash LED                                                    | 5 MP, enfoque automático y flash LED                                                    | 5 MP, enfoque automático y flash LED |
| Cámara frontal                                    | -                                                                   | -                                                                                       | 2 parlamentario                                                                         | 2.0 parlamentario                                                                       | 2.0 parlamentario |
| SoC                                               | Qualcomm Snapdragon S4 MSM8225 <br> 1 GHz de doble núcleo           | Qualcomm Snapdragon S4 MSM8225 <br> 1 GHz de doble núcleo                               | Qualcomm Snapdragon S4 MSM8225 <br> 1 GHz de doble núcleo                               | Qualcomm Snapdragon 200 MSM8210 <br> 1.2 GHz de doble núcleo                            | Qualcomm Snapdragon 400 MSM8926 <br> 1.2 GHz de cuatro núcleos |
| Redes                                             | G/M 850/900/1800/1900 <br> WCDMA 900/2100                           | G/M 850/900/1800/1900 <br> WCDMA 900/2100                                               | G/M 850/900/1800/1900 <br> WCDMA 900/2100                                               | G/M 850/900/1800/1900 <br> WCDMA 900/2100                                               | G/M 900/1800/1900 <br> WCDMA 850/900/2100 <br> TD-SCDMA banda 39/F (1880-1920 Megahercio) <br> Bandas TD-LTE - 38 (2570-2620 MHz),39 (1880-1920 MHz), 40 (2300-2400 MHz) |
| Dimensiones                                       | 115,5x63x10,4 milímetro                                             | 115,5x63x10,4 milímetro                                                                 | 141,3x77,7x10,8 milímetro                                                               | 121,7x68,3x11,1 milímetro                                                               | 141,3x77,7x10,8 milímetro |
| Peso                                              | 128.66 gramo                                                        | 128.66 gramo                                                                            | 190 gramo                                                                               | 150 gramo                                                                               | 190 gramo |
| Duración de la batería (en espera)                | 2G = Hasta 28,5 días <br> 3G = Hasta 22 días                        | 2G = Hasta 28,5 días <br> 3G = Hasta 22 días                                            | 2G = Hasta 41 días <br> 3G = Hasta 26 días                                              | 2 tarjetas SIM = Hasta 23 días                                                          | Hasta 37 días |
| Duración de la batería (tiempo de conversación)   | 2G = Hasta 13,3 horas <br> 3G = Hasta 10,5 horas                    | 2G = Hasta 13,3 horas <br> 3G = Hasta 10,5 horas                                        | 2G = Hasta 16 horas <br> 3G = Hasta 13 horas                                            | 2G = Hasta 10 horas <br> 3G = Hasta 13 horas                                            | 2G = Hasta 15 horas <br> 3G = Hasta 11 horas <br> 4G = ? |
| Sistema operativo                                 | Plataforma de software Nokia X 1.x (AOSP 4.1.2)                     | Plataforma de software Nokia X 1.x (AOSP 4.1.2)                                         | Plataforma de software Nokia X 1.x (AOSP 4.1.2)                                         | Plataforma de software Nokia X 2.x (AOSP 4.3)                                           | Plataforma de software Nokia X 1.x (AOSP 4.3) |